# Polyzonus pakxensis
Polyzonus pakxensis là một loài bọ cánh cứng trong họ Cerambycidae.